# Hermann Fuchs
Hermann Fuchs (* 13. März 1896 in Wegberg; † 27. August 1970 ebenda) war ein deutscher Bibliothekar.

## Leben
Fuchs besuchte das Dreikönigsgymnasium in Köln, bevor er in Köln und Bonn Theologie, semitische Sprachen und Islamkunde studierte. Von 1915 bis 1920 leistete er Kriegsdienst und war in Kriegsgefangenschaft. Nach der Promotion 1923 an der Universität Bonn absolvierte er seine bibliothekarische Ausbildung als Volontär an der Universitätsbibliothek Bonn und legte seine Fachprüfung an der Staatsbibliothek zu Berlin ab. Dort arbeitete er ab 1926 und übernahm 1934 die Leitung des Deutschen Gesamtkatalogs. Am 1. Dezember 1939 beantragte er die Aufnahme in die NSDAP und wurde zum 1. Januar 1940 aufgenommen (Mitgliedsnummer 7.383.680). Im Zweiten Weltkrieg leitete er von 1940 bis 1944 das Referat Bibliotheksschutz im Stab des deutschen Militärbefehlshabers in Frankreich. Ab 1946 arbeitete er an der Universität Mainz (1955–1962 Direktor der Universitätsbibliothek Mainz). Bis 1968 lehrte er an der Frankfurter Bibliotheksschule.

## Schriften (Auswahl)
- Die Anaphora des monophysitischen Patriarchen Jôḥannàn I. Münster: Aschendorff 1926, OCLC 871488926
- Der Diplombibliothekar: Geschichtliche Entwicklungen und Gegenwartsprobleme. In: Nachrichten für wissenschaftliche Bibliotheken, Bd. 4 (1951), 4, S. 179–189.
- Aus Theorie und Praxis der Bibliotheken: ein lateinisches Lesebuch, Hamburg: Stichnote 1952.
- Universitätsbibliothek Mainz: Wissensnötiges und Wissenswertes für den Benutzer, Mainz: Universitätsbibliothek 1952.
- Für und wider die Preussischen Instruktionen: Referat, geh. auf dem Bibliothekartag in Bremen am 11.6.1954. In: Zeitschrift für Bibliothekswesen und Bibliographie, Bd. 1 (1954), 3, S. 173–185.
- Kommentar zu den Instruktionen für die alphabetischen Kataloge der Preußischen Bibliotheken, Wiesbaden: Harrassowitz, 1955 (5. Aufl. 1973, ISBN 3-447-00274-3).
- Kurzgefaßte Verwaltungslehre für Institutsbibliotheken, Wiesbaden: Harrassowitz 1957 (4. Aufl. 1974, ISBN 3-447-00275-1).
- Bibliotheksverwaltung. Wiesbaden: Harrassowitz 1963 (Nachdruck der 2. Aufl. 1973, ISBN 3-447-00273-5).
- Systematisches Verzeichnis der Veröffentlichungen der westdeutschen Akademien in Göttingen, Heidelberg, Mainz und München: 1945–1964, Mainz: Verlag der Akademie der Wissenschaften und der Literatur, Wiesbaden: Steiner in Kommission 1966.